# Ouilly-du-Houley
Ouilly-du-Houley település Franciaországban, Calvados megyében. Lakosainak száma 254 fő (2022. január 1.). Ouilly-du-Houley Firfol, Fumichon, Hermival-les-Vaux, Marolles és Moyaux községekkel határos.

## Népesség
A település népességének változása:
| Lakosok száma | 188  | 172  | 183  | 187  | 223  | 233  | 240  | 245  | 247  | 254  |
|               | 1968 | 1982 | 1990 | 2006 | 2013 | 2015 | 2017 | 2019 | 2020 | 2022 |